# 제노바 피아자 프린치페역
제노바 피아차 프린치페역(이탈리아어: Genova Piazza Principe)은 제노바의 중앙역이다. 흔히 제노바 프린치페(Genova Principe) 또는 실수로 제노바 포르타 프린치페(Genova Porta Principe)라고 한다. 피아차 아쿠아베르데에 위치하며, 역 입구가 있는 비아 안드레아 도리아의 북쪽 전체를 차지한다. 그리고 그 이름을 따온 팔라조 델 프린치페에서 가까운 거리에 있다. 하루 약 66,000명의 승객과 연간 24,000,000명의 승객이 이 역을 이용한다. 최초의 임시 역은 1854년 토리노에서 노선이 끝나는 지점에 개설되었다. 라인은 나중에 밀라노, 로마와 벤티밀랴에서 프랑스 국경에 열렸다.

## 역사
역 이름은 파솔로의 비아 안드레아 도리아(Via Andrea Doria)라는 거리에 인접한 팔라조 델 프린치페(Piazza del Principe, 문자 그대로 ‘왕자의 궁전’)에서 따왔다. 원래 역의 핵심이었던 작은 물품 창고는 피아차 델 프린치페, 비아 안드레아 도리아 및 정문이 있는 피아차 아쿠아베르데 사이의 영역을 차지한다.
외국인들은 종종 이 역을 제노바 포르타 프린치페라고 부르는데, 밀라노 포르타 가리발디 및 토리노 포르타 누오바와 같은 다른 도시의 역 이름과 혼동될 수 있다. 한때 포르타 산 토마소(Porta San Tommaso) (때로는 포르타 프린시페라고도 불림)라고 불리는 중세 도시 성벽에 문이 있었는데 이곳에서 프린시페 광장 지하철역으로 가는 계단이 현재 위치하며 성벽의 일부가 여전히 남아 있다. 19세기에 철거되었다.
원래 역은 건축가 알렉산더 마주키티(Alexander Mazzucchetti)에 의해 설계되었으며 1853년에 건설이 시작되어 1860년에 완공 및 개장되었다. 원래 건물은 단일 경간 강철과 유리 지붕으로 되어 있었고 도착, 출발 및 환승 승객을 위한 10개의 플랫폼과 건물을 덮었다. 1854년 2월 토리노-제노바 철도의 공식 개통 당시 임시역만 개통되었다.
1872년 브리뇰레역과 직결되는 터널이 개통되면서 원래 역 북쪽에 스루 플랫폼이 추가되었다. 1960년대까지 터미널 플랫폼은 주로 서쪽과 북쪽을 오가는 지역 서비스를 위해 여객 열차에 사용되었다. 그 이후로 모든 여객 열차는 11개 철로에서 운행되었으며 터미널 선로는 이제 마차와 기관차의 보관에 사용된다.
1900년에 철도 교통량이 증가하자 엔지니어 쟈코모 라디니 테데스키(Giacomo Radini Tedeschi)가 설계한 역을 확장할 수 있었다.
1916년 5월 15일에 역은 15Hz에서 3,300V AC 3상으로 전철화되었다. 처음에는 제노바–로마 라인에서, 나중에는 제노바–밀라노 라인에서 3000V DC의 현재 표준으로 변환되었다. 3상 시스템을 마지막으로 포기한 것은 1962년에서 1964년 사이의 제노바-토리노 노선이었다. 제2차 세계 대전 중에 다른 이탈리아 철도역과 마찬가지로 철로를 덮고 있던 지붕은 금속을 추출하기 위해 해체되었다.
증가하는 대도시 교통량을 처리하기 위해 제노바 프린치페 소테르라니아라고 불리는 두 개의 플랫폼이 있는 제노바 피아차 프린치페 아래의 새로운 지하철역을 포함하여 제노바 브리뇰과 제노아 삼피에르다레나 사이의 지하 연결이 1993년에 개설되었다. 지하철역은 중앙역 건물의 에스컬레이터를 이용하거나 비아 판티 디탈리아와 비아 판티 디탈리아와 피아차 델 프린치페의 거리 사이에 있는 제노바 해양 터미널(Stazione marittima di Genova) 근처에 있는 지역에서 접근할 수 있다. 베르살리에리 디탈리아는 기차, 버스, 지하철이 환승하는 곳이다.

## 오늘날

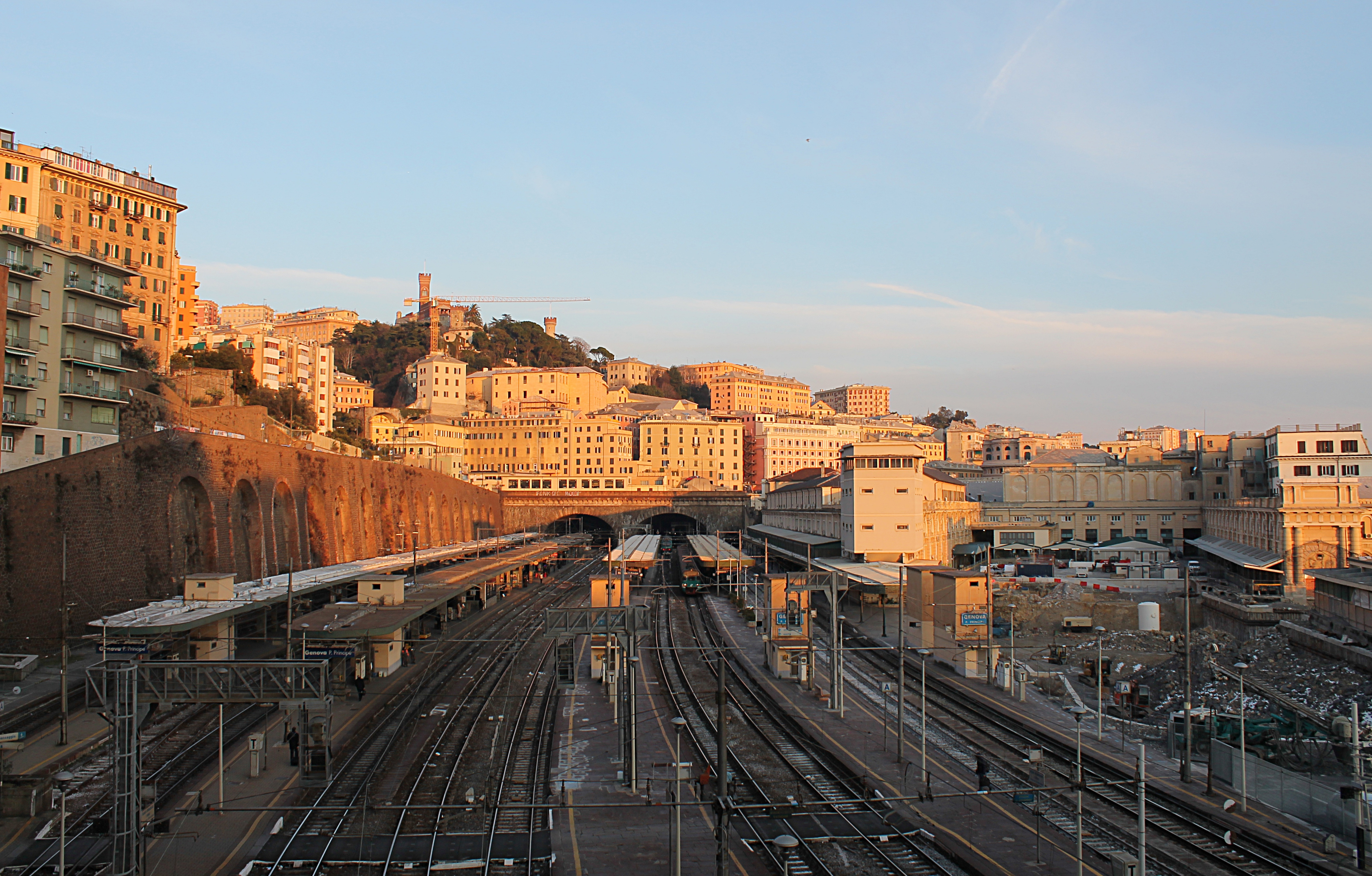
제노바 프린치페 역의 승강장

오늘날 피아차 프린치페는 여러 층에 있다.
- 지하층에는 페로비에 델로 스타토(FS) 유틸리티 룸과 창고, 그리고 지하철역을 형성하는 2개의 교외 철도 트랙이 있다.
- 플랫폼 층은 1층 아래에 배치되며 거의 대부분이 FS 사무실, 유틸리티 룸, 창고, 상업 및 케이터링 서비스 사무실로 점유된다.
- 1층 건물에는 승객을 위한 주요 소매업 및 서비스가 포함되어 있다.
- 더 높은 층은 사무실이 완전히 차지한다.

역은 FS의 자회사인 그란디 스타치오니가 수행하는 주요 이탈리아 역의 재건 프로그램에 포함된다.

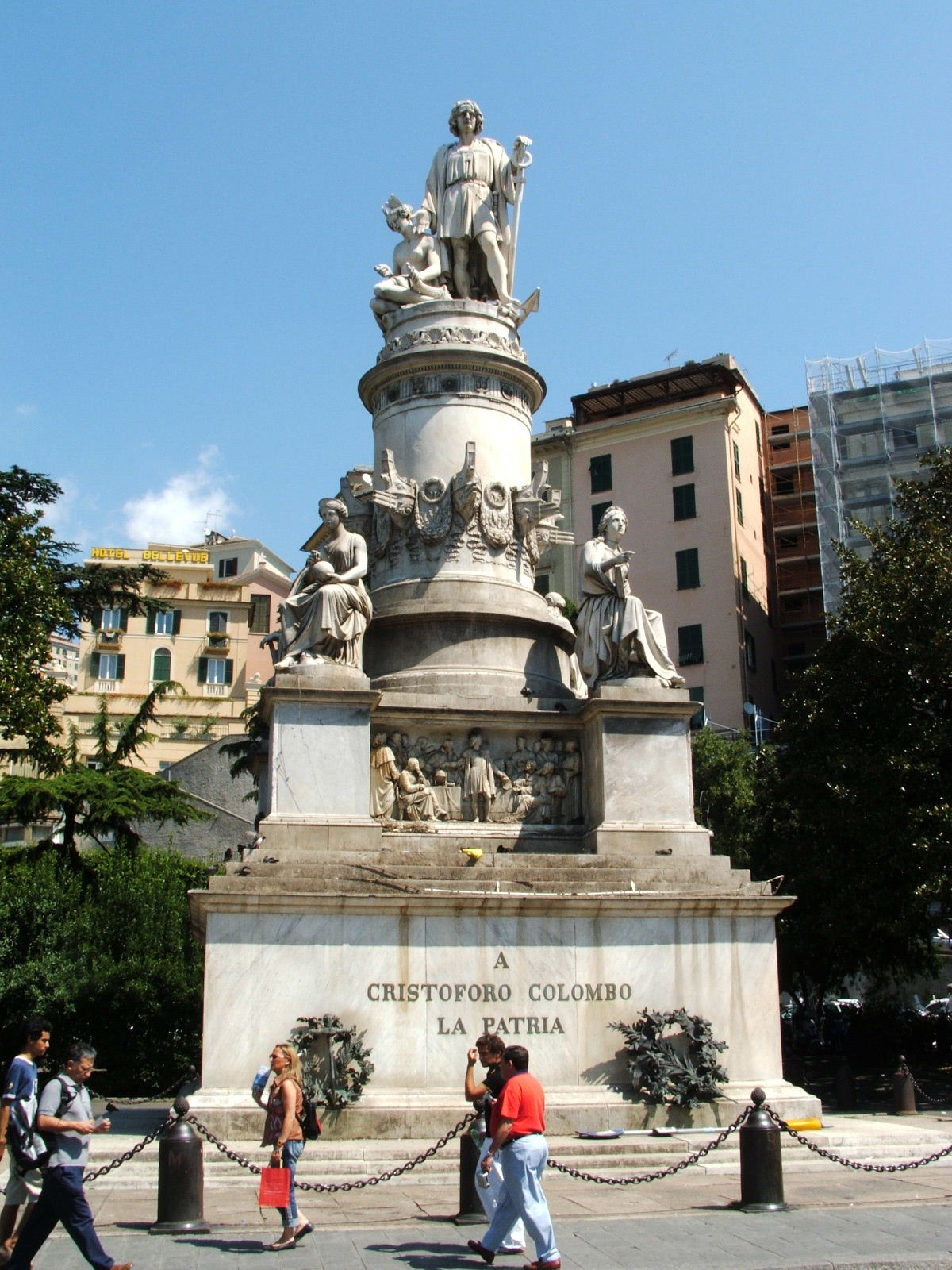
역 앞의 크리스토퍼 콜럼버스의 동상

## 운행편
역에는 다음 서비스가 제공된다.
- 토리노에서 라스페치아, 피사, 리보르노를 경유하여 로마 테르미니까지 프레치아비앙카 고속 서비스.
- 인터시티 벤티밀리아 - 로마
- 리구리아 지역 열차
- 유로시티 서비스(Thello) 마르세유 - 칸 - 니스 - 모나코 - 벤티밀리아 - 제노바 - 밀라노
- 유로시티 서비스(SBB) 제노바 - 밀라노 - 몬차 - 루가노 – 아트-골다우 - 취리히 중앙역
- 야간 서비스(러시아 철도) 니스 - 밀라노 - 인스부르크 - 비엔나 - 바르샤바 - 민스크 – 모스크바

## 인터체인지
역 주변에는 제노바 대중 교통 사업(Azienda Mobilità e Trasporti, AMT), 페로비아 프린치페-그라나롤로 랙 철도와 아센소레 카스텔로 달베티스-몬테갈레토 리프트의 여러 버스 노선 종점이 있으며 1시간마다 버스로 연결된다. 크리스토퍼 콜럼버스 볼라버스 서비스를 통해 공항으로 이동한다.
피아차 프린치페 지하철역 출구는 제노아 메트로(AMT에서 관리)의 프린치페역과 제노아 해양 터미널에서 몇 미터 떨어져 있다.

## 같이 보기
- 리구리아주의 철도역 목록